# Бехтерська сільська територіальна громада
Бехтерська сільська громада — територіальна громада в Україні, в Скадовському районі Херсонської області. Адміністративний центр — село Бехтери.
Площа громади — 172,12 км², населення — 4086 мешканців (2017).
Утворена 10 лютого 2017 року шляхом об'єднання Бехтерської та Олексіївської сільських рад Голопристанського району.

## Населені пункти
До складу громади входять 1 селище (Чорноморське) і 14 сіл:
- Берегове
- Бехтери — адміністративний центр
- Залізний Порт
- Збур'ївка
- Круглоозерка
- Лиманівка
- Новофедорівка
- Новочорномор'я
- Облої
- Олексіївка
- Приморське
- Тендрівське
- Чорноморські Криниці
- Чумаки